# 궈위안역

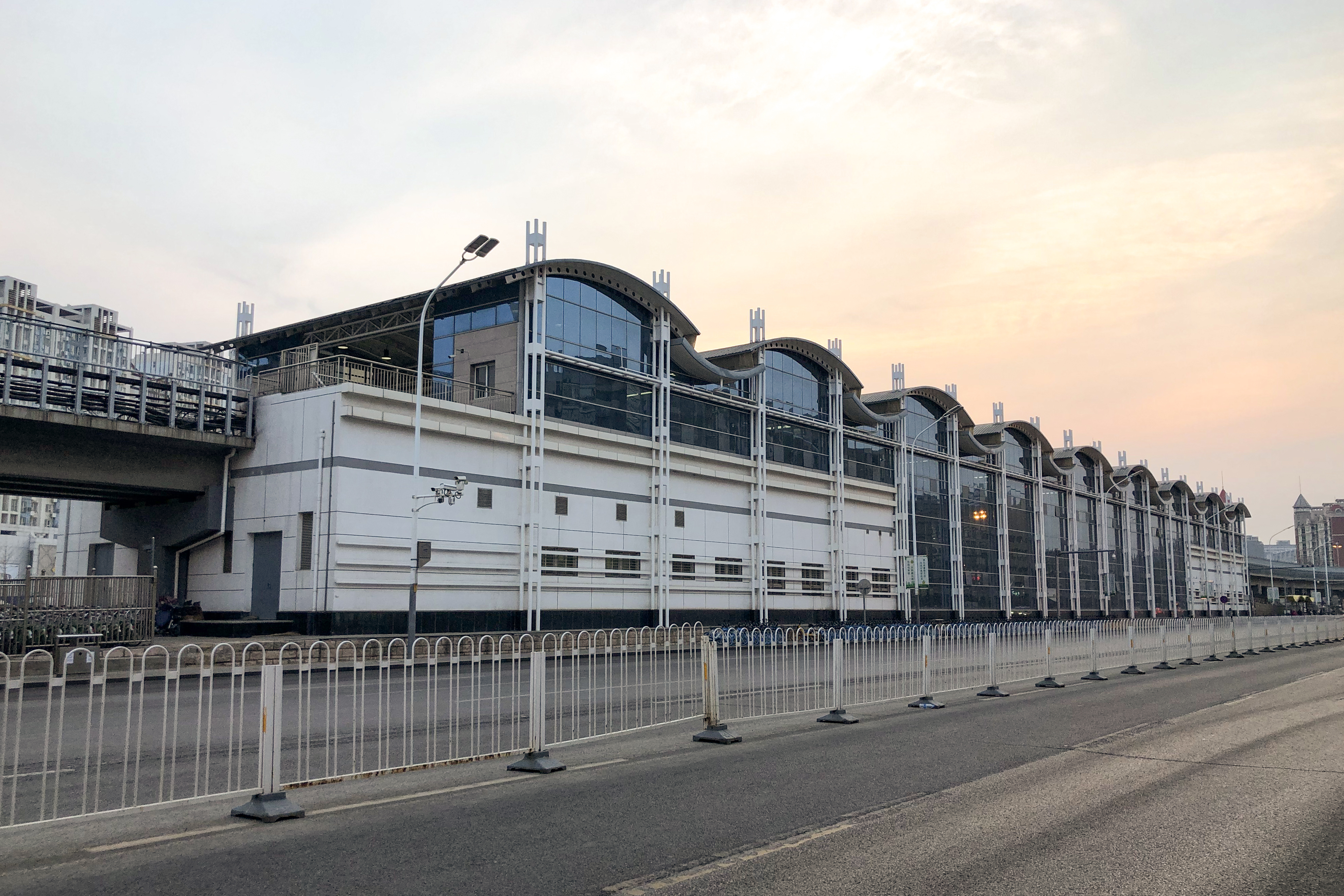
궈위안 역사
(2021년 2월 촬영)

궈위안역(중국어: 果园站, 병음: Guǒyuán Zhàn)은 베이징 지하철 바퉁선의 역으로 중국 베이징시 퉁저우구 베이위안 가도 징탕로 진퉁차오 대가에 위치한다. 2003년 12월 27일에 개장하였다.

## 위치
이 역은 윈허 서대가 북쪽(运河西大街北), 베이위안로 남쪽(北苑路南)에 위치한다.

## 역 구조

### 층별 구조
| 지상 2층 승강장    | 상대식 승강장, 오른쪽 출입문이 열림 | 상대식 승강장, 오른쪽 출입문이 열림            |
| 지상 2층 승강장    | ←                                   | ■ 바퉁선 핑궈위안(1호선) 방면 (퉁저우베이위안) |
| 지상 2층 승강장    | →                                   | ■ 바퉁선 유니버설 리조트 방면 (주커수)         |
| 지상 2층 승강장    | 상대식 승강장, 오른쪽 출입문이 열림 |                                                |
| 지상 1층 대합실 층 | 대합실                              | A-B출입구, 고객센터, 자동 발권기, 출입 게이트  |

## 출구
이 역은 총 2개의 출입구가 있다.
|                     |                         |           |      |             |
| 출구                | 지시                    | 출구 인근 | 사진 | 무장애 시설 |
| 出口 · A            | 베이위안 남로(北苑南路) |           |      |             |
| 出口 · B            | 베이위안 남로(北苑南路) |           |      |             |
| 아이콘 설명: 경사로 |                         |           |      |             |

## 같이 보기
위키미디어 공용에 궈위안역 관련 미디어 분류가 있습니다.